# Todesfelde
Todesfelde ist eine Gemeinde im Kreis Segeberg in Schleswig-Holstein.

## Geographie

### Geographische Lage
Das Gemeindegebiet von Todesfelde erstreckt sich im Bereich des Naturraums Holsteinische Vorgeest zwischen den Städten Bad Bramstedt etwa 20 km weiter westlich und Bad Segeberg (10 km nordöstlich).

### Ortsteile
Neben dem namenstiftenden Kirchdorf Todesfelde liegen zudem die Häusergruppe Poggensahl und die Streusiedlung Voßhöhlen als weitere Wohnplätze im Gemeindegebiet.

### Nachbargemeinden
Das Gemeindegebiet von Todesfelde wird umfasst von jenen der Gemeinden:
| Hartenholm | Bark                                        |        |
|            | Kompassrose, die auf Nachbargemeinden zeigt | Kükels |
|            | Struvenhütten, Stuvenborn, Seth, Fredesdorf |        |

## Geschichte
Der Ort hieß zunächst Odesfelde, was vermutlich Feld des Ode bedeutet. Ode ist ein nordischer Vorname. Dies wurde im Laufe der Zeit mit der Präposition to versehen. Eine andere Deutung besagt, dass sich Odesfelde auf das niederdeutsche Wort Ode für Sumpf oder Moor bezieht.
Die Kirche in Todesfelde wurde 1899 errichtet.
Bei archäologischen Grabungen im Zuge der Erweiterung der Bundesautobahn 20 wurden 2012/2013 im Bereich von Todesfelde Siedlungsreste der Bronzezeit und der vorrömischen Eisenzeit aufgefunden, darunter ein Gräberfeld mit 150 Brandgräbern der Bronzezeit. Hauptfund war die Todesfelder Urne, die auf die Zeit 500 vor Christus datiert wird.

## Politik

### Gemeindevertretung
Bei der Kommunalwahl am 14. Mai 2023 wurden insgesamt elf Sitze vergeben. Von diesen erhielt WIR FÜR TODESFELDE sechs Sitze und die Aktiven Bürger für Todesfelde/Voßhöhlen fünf Sitze.

### Wappen
Blasonierung: „Von Grün und Silber durch einen unten abgewinkelten schmalen Keilschnitt erhöht geteilt. Oben rechts ein dreiblütiges silbernes Wiesenschaumkraut mit einem goldenen gefiederten Blatt rechts und einem goldenen gezahnten Blatt links, oben links ein goldenes Pferdegeschirr (Kumt), unten ein schwebender roter Treppengiebel mit drei roten Rundbogenfenstern.“

## Wirtschaft und Infrastruktur
Im Gemeindegebiet gibt es mehrere klassische Handwerksbetriebe, darunter eine Bäckerei, eine Fleischerei, eine Zimmerei und einen Malerbetrieb. Des Weiteren sind im Ort ein Einzelhandelsgeschäft und zwei Gastronomiebetriebe zu finden.
Die Zahl landwirtschaftlicher Betriebe ist in den zurückliegenden Jahrzehnten stark zurückgegangen, es bestehen aber weiterhin einige Höfe.
Die ÖPNV-Anbindung der Gemeinde ist durch den HVV geregelt. Im Ort liegen fünf Haltestellen, die von den Linien 7530 und 7950 angefahren werden. Der Ortsteil Voßhöhlen hat keine ÖPNV-Anbindung.
Im Südosten hinter der Ortschaft befindet sich der Kleingarten Todesfelde e. V. am Sether Weg, der seit 1947 besteht.
Die Gemeindevertretung plant zudem den Bau eines Radweges Richtung Fredesdorf.

## Sport
Kern des örtlichen Vereinslebens ist der Sportverein SV Todesfelde. In der Fußballsparte ist das Aushängeschild die 1. Herrenmannschaft, die von 2010 bis 2024 in der fünftklassigen Oberliga Schleswig-Holstein spielte. Die Mannschaft gewann 2020 die Oberliga-Meisterschaft sowie den SHFV-Pokal und qualifizierte sich so für die Hauptrunde des DFB-Pokals. Dort unterlag sie in der ersten Runde in Todesfelde dem Zweitligisten VfL Osnabrück mit 0:1. In der Saison 2024/25 spielt der Verein erstmals in der vierthöchsten Spielklasse Deutschlands, der Regionalliga Nord. Heimspielstätte ist der Joda Sportpark am östlichen Ortsrand.